# Gare de Gōtsu
La gare de Gōtsu (江津駅, Gōtsu-eki) est une gare ferroviaire de la ville de Gōtsu, dans la préfecture de Shimane au Japon. La gare est exploitée par la compagnie JR West.

## Situation ferroviaire
La gare de Gōtsu est située au point kilométrique (PK) 454,3 de la ligne principale San'in.

## Historique
La gare de Gōtsu a été inaugurée le 25 décembre 1920 sous le nom de gare de Iwami-Gōtsu. Elle est renommée Gōtsu en 1970.
La gare était le terminus de la ligne Sankō jusqu'à sa fermeture le 31 mars 2018.

## Service des voyageurs

### Accueil
La gare dispose d'un bâtiment voyageurs, avec guichets, ouvert tous les jours.

### Desserte
- Ligne principale San'in :
  - voies 1 et 3 : direction Izumoshi et Matsue
  - voies 2 et 3 : direction Hamada et Masuda